# 보가산성지
보가산성지(保架山城址)는 대한민국 경기도 포천시 관인면 중리에 있는 산성터이다. 포천시의 향토유적 제36호로 지정되었다.

## 개요
중리 마을에서 계곡을 따라 약 2km 떨어진 심산유곡, 바로 보개산 향로봉 아래 골짜기에 걸쳐 위치해 있다. 대소의 자연석을 엇갈려 쌓기로 석축한 이 산성지는 그 형태도 뚜렷하게 불연속으로 약 70m가량 잔존해 있다. 골짜기 중심부의 석축은 그 길이가 약 30m, 높이가 8-10m가량 남아 있고, 부근 일대에는 무너져 내린 돌무더기가 산재해 있다.
이 고장에서는 보가산성이 일명 보개산성 또는 궁예왕대각대성지라고도 불려왔다. 전설에 의하면 이 산성은 강원도 철원에 도읍하고 있던 태봉국왕 궁예가 자기 부하장군이었던 왕건군에 항전하기 위해 쌓은 성터라고 알려져 있다. 그러나 이것은 단순히 전설로서만 끝나는 일이 아닐 것 같다. 《고려사》에 의하면 918년 궁예왕이 왕위를 빼앗기고 도망다니다, 평강에서 곧 살해된 것으로 기술되어 있으나, 실전 경험이 오래고 18년간 재위했던 궁예로서는 쫓길 때 결코 단신만은 아닌 충성친위군이 뒤따랐을 것이며, 또 혁명군에 대한 항전도 상당기간 계속되었을 것으로 보인다. 더우기 이곳은 철원에서 가깝고 이동이 용이하여 상당기간 이 부근 일대의 지역을 반격의 거점으로 삼았을 가능성이 큰 것이다.

## 참고 자료
- 보가산성지 - 포천시 문화관광